# アベノ橋魔法☆商店街
『アベノ橋魔法☆商店街』（アベノばし まほうしょうてんがい）は、ガイナックスが制作した日本のテレビアニメ作品。2002年4月よりCS放送キッズステーション、他で全13話が放送、再放送も行われた。2002年度文化庁メディア芸術祭アニメーション部門優秀賞受賞。
ラジオ大阪、ラジオ日本などで『ラジオアベノ橋魔法☆商店街』を放送。漫画作品は『月刊アフタヌーン』にて鶴田謙二が、『月刊マガジンZ』にて出口竜正が連載した。角川スニーカー文庫からはあかほりさとるの小説版が発行された。

## あらすじ
夏休みのある日、大阪市の下町、アベノ橋商店街の風呂屋を営んでいたサッシの家は再開発で取り壊され、幼馴染のあるみ一家も北海道に引っ越すことを検討していた。そんな中、二人はお互いの店に商店街の四方を護る四神獣が奉られていることを知ったが、四神獣の最後の1つであるみの店のシンボルだった「ペリカン」が事故で壊れてしまう。いよいよ立ち退きが決まったその夜、奇怪な出来事が起こりはじめた。

## 登場人物

### 主要人物
今宮聖志
声 - サエキトモ
本作の主人公で、愛称は「サッシ」。小学6年生。年齢の割には映画やアニメなどに通じたオタクであり、ボケをかましてはあるみに突っ込まれる。カウボーイハットをかぶり、大阪近鉄バファローズの背番号11のユニフォームを着ている。
朝比奈あるみ
声 - 松岡由貴
本作のヒロインで、サッシの同級生。陽気で勝気な性格。サッシに対してキツイ突っ込みを入れることも。怒りや恥ずかしさで暴走すると手がつけられなくなる。
ムネムネ
声 - 久川綾
パラレル・アベノ橋商店街の住人。巨乳で、眼鏡をかけたコスプレ美女。
アニメ版では巨乳を強調するもバストトップを披露することがなかった。鶴田による『アベノ橋魔法☆商店街 -アベノの街に祈りを込めて-』ではごくごく普通にバストトップを披露している。出口による『アベノ橋魔法☆商店街』では、随所でバストトップを披露するお色気担当となっており、各所でブラジャーが壊れたりブラジャーを奪われるなどして乳房が完全に露出させられるのが定番となっている。（状況によっては沙也加や越智と共にバストトップを披露している。）
ユータス
声 - 小山力也
パラレル・アベノ橋商店街に出没する謎の中年男性。「おじさん」と呼ばれるとすぐに拗ねる。

### その他の人物
朝比奈雅之
声 - 青野武
あるみの祖父。あるみやサッシからは「雅ジイ」と呼ばれている。「グリル ペリカン」を経営している。頑固者で息子の徹とは不仲。
朝比奈徹
声 - 藤原啓治
あるみの父。「グリル ペリカン」のコック。自らのことを「パパン」と呼ばせ、おかしなフランス語を話す。
朝比奈文子
声 - 金月真美
あるみの母。
今宮太郎
声 - 渡部猛
サッシの祖父。商店街で風呂屋「亀の湯」を経営していたが、再開発のため立ち退きに応じマンションへ引っ越した。
今宮新
声 - 龍田直樹
サッシの父親。大阪市内の会社に勤めている。
今宮満代
声 - 氷上恭子
サッシの母。
今宮沙也香
声 - 岡村明美
サッシの姉。中学2年生。気ままな性格。東京に憧れており、努めて標準語を話す。
ムネムネと同じくかなりの巨乳の持ち主。アニメではバストトップを披露することがなかったが、出口による『アベノ橋魔法☆商店街』では随所でバストトップを披露している。
アキ姉
声 - 石井康嗣
アベノ橋商店街のスナックにいるオカマ。おねえ言葉を話す。サッシやあるみと仲がいい。
幸平さん
声 - 小西克幸
アベノ橋商店街で八百屋を経営している。サッシやあるみと仲がいい。

## パラレルワールドの世界観など
各話の世界観や登場人物の設定、登場するモンスター・メカなどそれぞれ各話を参照。
第2話
往年のファンタジーRPG風の世界観。
第3話
宇宙空間をイメージした世界観。巨大な円盤形宇宙ステーションに街があり、宇宙戦艦や巨大ロボ、宇宙警察らしき組織まで存在。
第4話
カンフー映画に登場する市街地のような世界観。
第5話
古代の地球をイメージした世界観。
第6話
サブタイトルの通りハードボイルドな作風の世界観（詳細は6話を参照）。
第8話
舞台は女子校で、学園青春恋愛コメディをイメージした世界観。
第10話
メルヘンをイメージした世界観。魔法少女なども存在する。
第11話
昭和時代の戦時中の日本をイメージした世界観。
第12話
ハリウッド映画のパロディが満載の世界観。

## 製作
次回予告は吉本興業で台本作家を務めた経験を持ち、本作品で大阪弁およびコメディ部分の監修を担当した作家の田中哲弥がシナリオを執筆した。最終回は地上波版（後番組『魔法遊戯 飛び出す!!ハナマル大冒険』の映像を使用）と、キッズステーション版（1話からリピート再放送することを前提に第1話の映像を使用。）の2種類が制作された。
- 企画・原作 - GAINAX
- 原案・監督 - 山賀博之
- シリーズ演出 - 小島正幸
- ストーリー構成 - あかほりさとる、山賀博之
- 大阪弁・コメディリライト - 田中哲弥
- キャラクター原案 - 鶴田謙二
- アニメーションキャラクターデザイン - 平松禎史
- 設定デザイン - きむらひでふみ
- 美術監督 - 加藤浩
- 色彩設定 - 高星晴美
- 撮影監督 - 山口仁
- 音楽 - 鷺巣詩郎
- 音響監督 - たなかかずや
- プロデューサー - 大月俊倫、山賀博之、福井政文、出納泰治
- アニメーションプロデューサー - 丸山正雄、佐藤裕紀
- アニメーション制作 - マッドハウス、GAINAX
- 製作 - アベノ橋製作委員会（キングレコード、GAINAX、IMAGICA、電通）

## 主題歌
オープニングテーマ「Treat or Goblins」（第2話 - 第12話）
歌 - 林原めぐみ
- 第1話と第13話はOP無し。

エンディングテーマ「あなたの心に」
歌 - 林原めぐみ
- エンディング映像では、1960年代の阿倍野橋界隈が白黒写真で登場している。これは関口宏の『テレビあっとランダム』の「ランダム写真館」における過去の風景に近似する内容である。

## 各話リスト
| 話数 | サブタイトル                          | 脚本                    | 絵コンテ          | 演出       | 作画監督                 |
| ---- | ------------------------------------- | ----------------------- | ----------------- | ---------- | ------------------------ |
| 1    | 不思議! アベノ橋☆商店街               | 山賀博之                | 平松禎史          | 大塚雅彦   | 平松禎史                 |
| 2    | 冒険! アベノ橋☆剣と魔法商店街         | あかほりさとる 山賀博之 | 小島正幸 樋口真嗣 | 小島正幸   | 清水洋                   |
| 3    | 合体! アベノ橋☆大銀河商店街           | あかほりさとる          | 今石洋之 樋口真嗣 | 今石洋之   | 今石洋之                 |
| 4    | 燃えよ! アベノ橋☆香港格闘商店街       | 花田十輝                | 大畑清隆 樋口真嗣 | 恵比須士郎 | 桜井正明                 |
| 5    | 絶滅! アベノ橋☆古代恐竜商店街         | あかほりさとる          | 佐藤竜雄 樋口真嗣 | 高橋敦史   | 清水洋                   |
| 6    | 夜霧の! アベノ橋☆ハードボイルド商店街 | 花田十輝                | 片渕須直 樋口真嗣 | 越智博之   | 加瀬流                   |
| 7    | 回想! 魔法商店街☆誕生                 | 山賀博之                | 平松禎史          | 大塚雅彦   | 平松禎史                 |
| 8    | ときめけ! アベノ橋☆学園商店街         | 花田十輝                | 増原光幸 樋口真嗣 | 増原光幸   | KIM GI-DU                |
| 9    | 泣くよ! うぐいす☆平安京               | 山賀博之                | 高橋敦史          | 高橋敦史   | 室井ふみえ               |
| 10   | ぽわぽわ♡アベノ橋☆メルヘン商店街      | 花田十輝                | 小島正幸 樋口真嗣 | 中村賢太郎 | 福田のりゆき             |
| 11   | 決断!! アベノ橋☆戦場商店街            | あかほりさとる          | 山本沙代          | 越智博之   | 越智博之 竹内進二 加瀬流 |
| 12   | 大逆転!? アベノ橋☆ハリウッド商店街    | 花田十輝                | 今石洋之 樋口真嗣 | 増原光幸   | 今石洋之                 |
| 13   | 甦れ! まぼろしの陰陽師☆               | 山賀博之                | 庵野秀明 樋口真嗣 | 平松禎史   | 平松禎史 庵野秀明        |

## 放送局
| 放送地域 | 放送局             | 放送期間                     | 放送日時           | 備考             |
| -------- | ------------------ | ---------------------------- | ------------------ | ---------------- |
| 日本全域 | キッズステーション | 2002年4月4日 - 2002年6月27日 | 木曜 22:00 - 22:30 | リピート放送あり |
| 兵庫県   | サンテレビ         | 2002年4月5日 - 2002年6月28日 | 金曜 7:30 - 8:00   |                  |
| 京都府   | KBS京都            | 2002年4月6日 - 2002年6月29日 | 土曜 8:00 - 8:30   |                  |
| 神奈川県 | tvk                | 2002年4月6日 - 2002年6月29日 | 土曜 10:30 - 11:00 |                  |
| 埼玉県   | テレ玉             | 2002年4月6日 - 2002年6月29日 | 土曜 11:30 - 12:00 |                  |

## 作品の成り立ちとパロディ要素
本作品は1990年前後に赤井孝美が企画したデジタルノベル向けの原作として、北欧のノルウェーを舞台に少年魔法使いの成長をテーマに山賀博之が執筆した未発表の脚本『ウィザード』が下敷きとなっている。脚本は作品化されないままお蔵入りとなっていたが、赤井によれば本作品の制作にあたって山賀が赤井の許諾を得てテレビアニメの企画に転用された。あかほりを招いて脚本の再構成を行った結果、物語の舞台も内容も大きく姿を変えて作品となった。
一応のストーリーは存在するが、明確にストーリー性が表に出るのは第1話や最終話など一部にとどまり、多くは主要キャラクターの配置を固定して各話ごとに異なる世界を用意する手法でスラップスティック劇が展開され、過去の著名なアニメや映画、ゲームなど様々なジャンルの作品のパロディが大量に取り込まれた。
ガイナックスで同時期に制作していた『まほろまてぃっく』のプロデューサー佐藤裕紀も監督の山賀らが決めた「キャラクター固定」のコンセプトを元に各話ごとに作画監督が自由に演出し、製作者（アニメーター）のそれぞれの技量を前面に出す考えで制作したことを明かしている。
劇中に取り込まれたパロディの質と量は過剰といえるほど激しく、制作段階から内部で議論を呼んだ。特に恋愛シミュレーションゲームを題材にした8話「ときめけ! アベノ橋☆学園商店街」の台本では、金月真美（『ときめきメモリアル』藤崎詩織役）が演じるゲストヒロインのキャラクター名を「しおりん」とするなど、モチーフとした作品との類似性が極めて高かった。
主演のサエキと松岡によると、アフレコ時になってキングレコード側がこうした内容を問題視したため、作業を中断して長時間の協議を行った上でキャラクター名を「しおたん」に修正して収録し直すことになった。なお、金月はレギュラーとしてあるみの母親（朝比奈文子）役でも出演しているが、あるみ役の松岡によれば藤崎詩織をモチーフとしたゲストヒロイン回で金月をダブルロールで登場させる前提で決められた配役だった。

## ラジオ番組
概要
『ラジオアベノ橋魔法☆商店街』と題してラジオ大阪とアール・エフ・ラジオ日本で2002年10月から2005年3月まで放送された。スポンサーはガイナックス。2002年10月にラジオ大阪で放送を開始し、翌2003年4月からラジオ日本でも放送を開始した。
収録自体は東京で行われたが、ラジオ大阪のイベントなどにあわせてラジオ大阪本社でたびたび生放送を行った。2003年元日未明には、生駒山上遊園地で公開録音による年越しイベントを行った。
アニメ関連番組としては珍しく本放送終了後に始まったが、3年近くにわたって放送された。パーソナリティであるサエキと松岡の下ネタトークが大半を占めており、両者とも関西弁で話す。しかし、サエキが病気療養に専念するため2005年2月限りで降板したことから同年3月に終止符を打ったが、2010年放送開始の『ガイナックス電波』で出演者が再集結した。
パーソナリティ
サエキトモ（今宮聖志 役） 松岡由貴（朝比奈あるみ 役）
コーナー
- ぼやいてなんぼ！
リスナーの日常の不満や疑問をぼやいてもらうコーナー。第77回（2004年3月31日放送）で終了した。
- 怪傑のーてんき参上！！
番組内CMのコーナー。のーてんき武田が時間制限内に宣伝する。ただしガイナックス作品である『まほろまてぃっく』、『ぷちぷりユーシィ』などの宣伝が主。
- 語れ！アベノ橋
アベノ橋魔法☆商店街に対する、感想、質問、疑問などの意見を受け付け、アベノ橋の世界を語るコーナー。
- アベノ橋魔法☆商店街ニュース
『アベノ橋魔法☆商店街』の販促情報をお知らせするコーナー。
- 今週のダメ出し
エンディングトークで流れる『あなたの心に』をサエキが、「反省の曲みたい」と言ったことで始まったダメ出しをするコーナー。
- ありがとうマイファミリー
第34回（2003年6月3日放送）～第52回（2003年10月8日放送）まで放送されたコーナー。家族内で起こった涙無しでは語れない感動のお便りを募集。『アベノ橋魔法☆商店街』との関連性は無く、なぜか『北の国から〜遥かなる大地より〜』がBGMとして流れる。
- アベノ愛の劇場
第53回（2003年10月15日放送）より始まったコーナー。自分または他人、物の気持ちになって書いたラブレターを募集。松坂慶子の『愛の水中花』がBGMとして流れる。
- 夢の小部屋
第78回（2004年4月7日放送）より始まったコーナー。夢の妖精、略して「夢精」のユッキーとトンタンがリスナーから送られてきた夢について勝手に占うコーナー。
- 寝言グランプリ！！
『Vステ冬の陣02！！』特別企画。リスナーの寝言を募集。
- あなたの好きなオカズ選抜
『Vステ夏の陣03！！』特別企画。リスナーアンケートにて好きなオカズを募集。サエキが1位に。
- 第1回オナラグランプリ
『Vステ外道の陣03！！』特別企画。リスナーと生電話をし、自称「プーリンセス」であるサエキとオナラの音真似で勝負をするコーナー。
- 外道！アベノマリア様降臨！　
『Vステ外道の陣04！！』特別企画。リスナーから送られてきた「2004年にやってしまったこと」を全部赦してあげるコーナー。

番組内CM担当
- のーてんき武田（武田康廣・ガイナックス取締役）、ゆんぴょう（ガイナックス社員）
- ぷちぷりユーシィ担当の赤井（赤井孝美・ガイナックス取締役）、みずもり（ガイナックス社員）
第48回（2003年9月9日）、第49回（2003年9月16日）CM担当（のーてんき武田出張中の代理）

ゲスト
- 山賀博之、田中哲弥はほぼ毎回ゲストとして登場している。
- 第3回（2002年10月27日） - 金田朋子（サエキトモが呼べ呼べと言うので松岡由貴が連れてきた）
- 第13回（2003年1月12日） - 山本麻里安（『ぷちぷり*ユーシィ』の宣伝）
- 第14回（2003年1月19日） - 福井裕佳梨（『ぷちぷり*ユーシィ』の宣伝）
- 第23回（2003年3月23日） - 川澄綾子（『まほろまてぃっく』の宣伝）
- 第24回（2003年3月30日） - 改編隊：三重野瞳、新谷良子、千葉紗子 リレー受け渡し：宮村優子、愛河里花子（『BBVステーション』イベント終了後の合同生放送）
- 第29回（2003年4月22日） - あかほりさとる（シリーズ構成）
- 第43回（2003年8月5日） - 金田朋子（松岡由貴の代理パーソナリティ）（2003年7月21日に幕張メッセで行われた、『東京キャラクターショー』の公開イベント）
- 第49回（2003年9月16日） - 鳥海浩輔（サエキトモが所属するバンド、P・K・Oの全国ツアー・CDの宣伝）
- 第64回（2004年1月1日） - あかほりさとる、水谷優子（ポリケロかしましよりゲスト）
- 第75回（2004年3月17日） - 和田琢磨（『』ドラマCDコーラス）
- 第82回（2004年5月5日） - MIKI（2003年12月27日に行われたブシロードのオーディションの最終選考合格者）
- 第88回（2004年6月16日） - 高田由美（『この醜くも美しい世界』の宣伝）
- 第89回（2004年6月23日） - あかほりさとる、水谷優子
- 第89回（2004年6月30日） - あかほりさとる、水谷優子
- 第95回（2004年8月4日） - 吉住梢、門脇舞以（『グラップルガイア-女王の翼冠-』の宣伝）
- 第122回（2005年2月9日） - 和田琢磨
- 第129回（2005年3月30日） - 山賀博之、赤井孝美、田中哲弥、和田琢磨（最終回）

## パチスロ
2010年8月よりビスティからパチスロ機が導入し、ペンタグラムシステムを搭載。なお、エヴァンゲリオンシリーズ（パチスロ）と同様の演出が発生することがある。